# 今治コミュニティ放送
今治コミュニティ放送株式会社は、愛媛県今治市と西条市の各一部地域を放送区域として超短波放送（FM放送）をする特定地上基幹放送事業者である。
FMラヂオバリバリの愛称でコミュニティ放送をしている。

## 概要
愛媛県初のコミュニティ放送局として2001年（平成13年）開局。日曜も含め24時間放送。自社制作番組以外は、ミュージックバードの番組を放送している。
1999年（平成11年）5月の西瀬戸自動車道の本州四国連絡橋部全線開通を記念して開局したイベント放送局しまなみばりばりFMが母体である。

### しまなみばりばりFM
- 放送期間： 1999年（平成11年）7月19日から9月30日まで
- コールサイン： JOYZ9AA-FM
- 周波数： 78.9MHz
- 空中線電力： 10W
- 演奏所： 今治港湾ビル１階

## 沿革
- 1999年（平成11年）
  - 7月19日 - イベント放送局「しまなみばりばりFM」開局。
  - 9月30日 - 放送終了、閉局。
- 2001年（平成13年）12月25日 - 今治コミュニティ放送株式会社設立。
- 2002年（平成14年）2月17日 - 開局。当初の空中線電力は3W。
- 2005年（平成17年）9月1日 - 空中線電力を20Wに増力[2]。
- 2014年（平成26年）2月17日 - インターネットで番組を聴ける「サイマル放送」を開始[3]。
- 2016年（平成28年） - 本社･放送設備をそれまでの今治市常盤町2丁目2-1から200mほど離れた、みなと交流センター（はーばりー）内に移転。今治市が2,445万円の追加出資を行い、持株比率を5.8％から45％に引き上げ[4]。

## 内容
- 地元情報、市民参加、防災情報を3本の柱とする。
- 市民参加番組と今治の地元情報番組を中心とした構成である。
- 今治市及び今治警察署と防災協定をそれぞれ締結。
- 今治市アマチュア無線非常通信協力会（FMバリバリアマチュア無線クラブ：JR5YDQ）と防災協定締結。

### 主な番組
- 眞鍋の介護教室（月 7:30 - 7:45）眞鍋
- さとうさんの部屋（月　21:00 - 21:30）さとうさん
- ばりラボッ!（月　 21:30 - 22:00）F
- バリバリ　ディスカバリー（火　14:00 - 14:30）ジョー
- 火曜プリバリ（生放送）（火 11:30 - 13:30）まぁちゃん
- 火曜バババパラダイス（生放送）（火  17:30 - 18:55）かむつる・みきるん
- へっぽこ実験ラヂオドラマ（火　21:00 - 21:30）バリな人達
- 水曜プリバリ（生放送）（水 11:30 - 13:30）10月～12月：鮎/1月～3月：ハルキ
- 今井由里のふるさと今治（第1木曜14:30 - 15:00）今井由里
- 木曜プリバリ（生放送）（木　11:30 - 13:30）ゆうや・おか～ん
- たっつぁんもっちゃんぽんradio（木　21:30 - 22:00）たっつぁん・もっちゃん
- Gの趣味部屋（木　23:00 - 23:30）ガイチ
- 金曜プリバリ（生放送）（金　11:30 - 13:30）コンタロウ・ひとみ
- みっさんのBari’(バリー)ｓ(ズ)カフェ（金　13:30 - 14:00）みっさん
- CARRY M’S CAFE ～weekend dreams～（土　9:00 - 11:00）キャリママ
- まいぷれモーニング（土 10:00 - 10:15）キャリママ・ゆず・なづな・おまい
- 昼妄℃ユッキー待夢（土　11:15 - 12:25）ユッキー
- ハッピーサイクルクリエイターまほりんのこの指とーまれ!!（土　18:00 - 18:30）まほりん
- LUSHのチャリできた（日　19:00 - 19:30）KYOSEN（キョセン）・SHUNIN（シュニン）

今治市提供番組
- 今治市民の広場（毎日 7:00 - 7:15/12:30 - 12:45/19:30 - 19:45）
- こんにちは市役所です（月 7:45 - 8:00/再放送　水 19:45 - 20:00）
- 今治市避難所インフォメーション（毎日7:20 - /18:55 - 5分間）